# HK Aranäs
Der HK Aranäs (vollständiger Name: Handbollsklubben Aranäs) ist ein schwedischer Handballverein aus Kungsbacka.
Heimspielstätte des Vereins ist die Aranäshallen. Ihm gehören nach eigenen Angaben 1600 Mitglieder an, womit der Verein der zweitgrößte Handballverein Schwedens ist; 63 Mannschaften stellt der Verein (2010).
Der Verein wurde als Herrenmannschaft 1947 gegründet. 1951 wurde erstmals ein Frauenteam aufgestellt, wobei dies nicht von Erfolg gekrönt war. Ein zweiter Versuch, eine Frauenmannschaft aufzustellen, gelang im Jahr 1957. Mit wechselndem Erfolg nahmen fortan die Herren und Damen an den schwedischen Wettbewerben teil.
Die erste Herren-Mannschaft spielte in der Saison 2010/11 in der Elitserien, Schwedens höchster Spielklasse, nachdem sie im Jahr 2007 mit nur einem Punktverlust die Division 2 gewonnen hatten und im darauffolgenden Jahr mit dem Gewinn in der Division 1 in die Allsvenskan aufstiegen. Am 28. Februar 2010 qualifizierte sich das Team für die Elitserien. Drei Jahre später musste Aranäs den Gang in die Zweitklassigkeit antreten. Ab der Saison 2015/16 trat die Mannschaft wieder in der Elitserien an. 2018 stieg Aranäs ab, nachdem sie in der Qualifikationsrunde an Önnereds HK scheiterten. Zwei Jahre später kehrt Aranäs wieder in die Handbollsligan zurück. Nachdem Aranäs vier Spielzeiten in der höchsten Spielklasse angetreten war, unterlag die Mannschaft im Jahr 2024 im Relegationsspiel gegen Skånela IF und stieg ab.
Die Damenmannschaft stieg 2023 in die Handbollsligan Dam auf.
Zu den bekannten ehemaligen Spielern des Vereins zählen Oscar Bergendahl, Hampus Wanne, Mikael Franzén, Mathias Franzén, Anders Franzén, Fredrik Ohlander und Pelle Linders.